# Liste der Kulturdenkmale in Martensrade
In der Liste der Kulturdenkmale in Martensrade sind alle Kulturdenkmale der schleswig-holsteinischen Gemeinde Martensrade (Kreis Plön) und ihrer Ortsteile aufgelistet (Stand: 10. März 2025).

## Legende
In den Spalten befinden sich folgende Informationen:
- Objekt-ID: die Nummer des Kulturdenkmales
- Lage: die Adresse des Kulturdenkmales und die geographischen Koordinaten. Kartenansicht, um Koordinaten zu setzen. In der Kartenansicht sind Kulturdenkmale ohne Koordinaten mit einem roten Marker dargestellt und können in der Karte gesetzt werden. Kulturdenkmale ohne Bild sind mit einem blauen Marker gekennzeichnet, Kulturdenkmale mit Bild mit einem grünen Marker.
- Offizielle Bezeichnung: Bezeichnung des Kulturdenkmales
- Beschreibung: die Beschreibung des Kulturdenkmales
- Bild: ein Bild des Kulturdenkmales

## Sachgesamtheiten
| Objekt-ID | Lage                                                          | Offizielle Bezeichnung | Beschreibung | Bild |
| --------- | ------------------------------------------------------------- | ---------------------- | --- | ---- |
| 40871     | Wittenberger Weg 15, 17-17a, 17 (54° 16′ 0″ N, 10° 23′ 32″ O) | Forsthof Jägersberg    | Forsthof Jägersberg; 18.-19. Jh.; am Jägersberg gelegenes Ensemble aus Wohnhaus, Kate und Speicher - Begründung: geschichtlich, Kulturlandschaft prägend - Schutzumfang: Wohnhaus (Wittenberger Weg 15), Kate (Wittenberger Weg 17-17a), Speicher (Wittenberger Weg 17) | BW   |

## Bauliche Anlagen
| Objekt-ID     | Lage                                                    | Offizielle Bezeichnung                  | Beschreibung | Bild |
| ------------- | ------------------------------------------------------- | --------------------------------------- | --- | ---- |
| 4682          | Wittenberger Weg 15 (54° 16′ 0″ N, 10° 23′ 32″ O)       | Wohnhaus                                | Wohnhaus; Mitte 19. Jh.; eingeschossiger traufständiger Backsteinbau mit übergiebeltem Mittelrisalit und reetgedecktem Schopfwalmdach - Begründung: geschichtlich, Kulturlandschaft prägend - Schutzumfang: gesamtes Objekt - Denkmaltyp: Bauliche Anlage, Sachgesamtheit: Forsthof Jägersberg | BW   |
| 4683          | Wittenberger Weg 17 - 17a (54° 16′ 0″ N, 10° 23′ 31″ O) | Kate                                    | Kate; Ende 18. Jh.; eingeschossiger, traufständiger Fachwerkbau auf Bruchsteinsockel mit steilem, reetgedecktem Walmdach - Begründung: geschichtlich, Kulturlandschaft prägend - Schutzumfang: gesamtes Objekt - Denkmaltyp: Bauliche Anlage, Sachgesamtheit: Forsthof Jägersberg              | BW   |
| 109 Wikidata  | Wittenberger Weg (54° 15′ 47″ N, 10° 23′ 3″ O)          | Gut Wittenberg: Herrenhaus von 1869     | Alteintragung (Aktualisierung vorgesehen) - Begründung: Alteintragung (Aktualisierung vorgesehen) - Schutzumfang: Alteintragung (Aktualisierung vorgesehen) - Denkmaltyp: Bauliche Anlage | BW   |
| 899 Wikidata  | Wittenberger Weg (54° 15′ 44″ N, 10° 23′ 6″ O)          | Gut Wittenberg: Wallgrabenhaus          | Alteintragung (Aktualisierung vorgesehen) - Begründung: Alteintragung (Aktualisierung vorgesehen) - Schutzumfang: Alteintragung (Aktualisierung vorgesehen) - Denkmaltyp: Bauliche Anlage | BW   |
| 4680 Wikidata | Wittenberger Weg (54° 15′ 54″ N, 10° 23′ 28″ O)         | Gut Wittenberg: Pferde- und Kutschstall | Alteintragung (Aktualisierung vorgesehen) - Begründung: Alteintragung (Aktualisierung vorgesehen) - Schutzumfang: Alteintragung (Aktualisierung vorgesehen) - Denkmaltyp: Bauliche Anlage | BW   |

## Quelle
- Liste der Kulturdenkmale in Schleswig-Holstein – Kreis Plön (PDF)

- Karte mit allen Koordinaten:
- OSM |
- WikiMap